# Malcolm Macdonald
Malcolm Ian Macdonald (* 7. ledna 1950 Londýn) je bývalý anglický fotbalista a trenér.

## Hráčská kariéra
Malcolm Macdonald hrál útočníka za Fulham FC, Luton Town FC, Newcastle United FC, Arsenal FC a Djurgårdens IF Fotboll.
Za Anglii hrál 14 zápasů a dal 6 gólů, z toho 5 při výhře 5:0 nad Kyprem 16. dubna 1975.

## Trenérská kariéra
Macdonald trénoval Fulham FC a Huddersfield Town AFC.

## Úspěchy
Individuální
- Král střelců anglické ligy: 1974/75, 1976/77